# Mordellina masaoi
Mordellina masaoi es una especie de coleóptero de la familia Mordellidae.

## Distribución geográfica
Habita en Filipinas.